# Republikken Khakasija
Republikken Khakasija (russisk: Респу́блика Хака́сия, tr. Respúblika Khakásija; khakasisk: Хакас Республиказы, tr. Khakas Respublikazy) er en af 21 autonome republikker i Den Russiske Føderation beliggende i det sydlige Sibirien. Republikken har 535.796(2015) indbyggere og et areal på 61.569 km². Republikkens hovedstad er Abakan.